# Ossie Davis
Pour les articles homonymes, voir Davis.
Ossie Davis (Cogdell, en Géorgie, 18 décembre 1917 – Miami Beach, en Floride, 4 février 2005), est un acteur, producteur, réalisateur et scénariste américain.

## Biographie
Acteur, producteur, réalisateur et dramaturge, il est le fils d'un cheminot. Après ses études collégiales, il se rend à New York en espérant commencer une carrière d'écrivain mais il travaille comme concierge, ouvrier ou commis avant de découvrir le théâtre durant son service militaire lors de la Seconde Guerre mondiale.
Il fait ses débuts à Broadway en 1946, et y joue jusqu'aux années 1950 des seconds rôles, de même qu'il fait quelques apparitions au cinéma, dans des films tels que La Porte s'ouvre de Joseph L. Mankiewicz, 14 Heures de Henry Hathaway ou Le Cardinal d'Otto Preminger.
En 1961, il triomphe à Broadway comme auteur et comme star de la pièce Purlie Victorious, et il répète cet exploit avec son adaptation pour le grand écran Gone Are the Days !, deux ans plus tard. 
En 1965, dans La Colline des hommes perdus de Sidney Lumet, il est Jacko King, le prisonnier qui se révolte contre le racisme de l'armée dans un camp disciplinaire britannique.
En 1970, il tourne son premier film comme réalisateur, Cotton Comes to Harlem, qui obtient un excellent rendement au box-office.
S'enchaînent ensuite les tournages et apparitions dans les longs métrages, mais aussi les séries télévisées. 
Il noue notamment un beau lien sur grand écran avec Spike Lee, qui l'invite successivement dans School Daze, Do the Right Thing, Jungle Fever, Malcolm X, Get on the Bus et She Hate Me.
Au total, sa carrière couvre plus de quatre-vingt longs-métrages et fictions cathodiques..

## Filmographie

### comme acteur

#### Cinéma
- 1950 : La porte s'ouvre (No Way Out) de Joseph L. Mankiewicz : John Brooks
- 1951 : 14 Heures (Fourteen Hours) de Henry Hathaway : chauffeur de taxi
- 1953 : The Joe Louis Story (en) de Robert Gordon : Bob
- 1963 : Gone Are the Days! (en) de Nicholas Webster (en) : Révérend Purlie Victorious Judson
- 1963 : Le Cardinal (The Cardinal) d'Otto Preminger : Père Gillis
- 1964 : Shock Treatment de Denis Sanders : Capshaw
- 1965 : La Colline des hommes perdus (The Hill) de Sidney Lumet : Jacko King
- 1966 : A Man Called Adam de Leo Penn : Nelson Davis
- 1968 : Les Chasseurs de scalps (The Scalphunters) de Sydney Pollack : Joseph Winfield Lee
- 1969 : Sam Whiskey le dur (Sam Whiskey) d'Arnold Laven : Jedidiah Hooker
- 1969 : Esclaves (Slaves) de Herbert J. Biberman : Luke
- 1972 : Malcolm X d'Arnold Perl (en) (documentaire) : interprète de l'éloge funèbre (voix)
- 1975 : Le Coup à refaire (en) (Let's Do It Again) de Sidney Poitier : Elder Johnson
- 1976 : Countdown at Kusini (en) de lui-même : Ernest Motapo
- 1979 : Les Fourgueurs (en) (Hot Stuff) de Michael DeLuise : Capitaine John Geiberger
- 1981 : Death of a Prophet de Woodie King Jr. (en) : lui-même
- 1984 : The House of God de Donald Wrye (en) : Dr. Sanders
- 1984 : L'Affrontement (Harry & Son) de Paul Newman : Raymond
- 1985 : La Vengeance de l'ange (en) (Avenging Angel) de Robert Vincent O'Neil (en) : Capitaine Harry Moradian
- 1988 : Classe tous rires (School Daze) de Spike Lee : Coach Odom
- 1989 : Do the Right Thing de Spike Lee : Da Mayor
- 1990 : The Red Shoes de Michael Sporn (court-métrage) : narrateur et Alphonse (voix)
- 1990 : Joe contre le volcan (Joe Versus the Volcano) de John Patrick Shanley : Marshall
- 1991 : Jungle Fever de Spike Lee : Docteur Purify
- 1992 : Gladiator de Rowdy Herrington : Noah
- 1992 : Malcolm X de Spike Lee : interprète de l'éloge funèbre (voix)
- 1993 : Un flic et demi (Cop and ½) de Henry Winkler : Détective
- 1993 : Les Grincheux (Grumpy Old Men) de Donald Petrie : Chuck
- 1994 : Le Client (The Client) de Joel Schumacher : Juge Harry Roosevelt
- 1996 : Get on the Bus de Spike Lee : Jeremiah
- 1996 : Les Complices de Central Park (I'm Not Rappaport) de Herb Gardner (en) : Midge Carter
- 1998 : Alyson's Closet de Rick Page (court-métrage) : le facteur extraordinaire
- 1998 : Dr. Dolittle (Doctor Dolittle) de Betty Thomas : Archer Dolittle
- 2000 : Dinosaure (Dinosaur) de Ralph Zondag et Eric Leighton : Yar (voix)
- 2000 : Here's to Life! (en) d'Arne Olsen : Duncan Cox
- 2002 : Bubba Ho-tep de Don Coscarelli : John F. "Jack" Kennedy
- 2003 : Baadasssss! de Mario Van Peebles : Papy
- 2004 : She Hate Me de Spike Lee : Juge Buchanan
- 2004 : Proud (en) de Mary Pat Kelly : Lorenzo DuFau

#### Télévision
- 1955 : The Emperor Jones (en) : Brutus Jones
- 1962 : Seven Times Monday : Will
- 1967 : La Course à la vérité (en) (The Outsider) : Lt. Wagner
- 1969 : Teacher, Teacher : Charles Carter
- 1969 : L'Envers du tableau (Night Gallery) : Osmond Portifoy
- 1971 : The Sheriff : James Lucas
- 1975 : The Tenth Level (en) : Reed
- 1977 : Billy: Portrait of a Street Kid : Dr. Fredericks
- 1978 : King (en) (feuilleton) : Martin Luther King Sr.
- 1979 : Racines 2 (Roots: The Next Generations) (feuilleton) : Dad Jones
- 1979 : Freedom Road : Narrateur
- 1980 : Le Noir et le blanc (All God's Children) : Blaine Whitfield
- 1980 : Ossie and Ruby! (série)
- 1981 : Don't Look Back: The Story of Leroy 'Satchel' Paige : Chuffy Russell
- 1989 : B.L. Stryker: The Dancer's Touch
- 1990 : King of Jazz : Ossie
- 1990 : Die Laughing : Ossie
- 1990 : We'll Take Manhattan (en) : Homme dans le métro
- 1993 : The Ernest Green Story (en) : Grand-père
- 1993 : Queen (en) (feuilleton) : Parson Dick
- 1994 : Le Fléau (The Stand) (feuilleton) : Juge Richard Farris
- 1994 : Ray Alexander: A Taste for Justice : Oncle Phil
- 1995 : Ray Alexander: A Menu for Murder : Oncle Phil
- 1995 : The Android Affair : Dr. Winston
- 1995 : Le Client (en) (The Client) (série) : Juge Harry Roosevelt
- 1996 : Home of the Brave : Erasmus Jones
- 1996 : Promised Land (en) (série) : Erasmus Jones
- 1997 : The Protector (série)
- 1997 : Les Patients de Mademoiselle Evers (Miss Evers' Boys) : M.. Evers
- 1997 : Douze hommes en colère (12 Angry Men)
- 1999 : The Ghosts of Christmas Eve (en)
- 1999 : A Vow to Cherish : Alexander Billman
- 1999 : The Secret Path : Too Tall
- 1999 : L'Ange de l'amour (en) (The Soul Collector) : Mordecai
- 1999 :  New York 911 : Mr Parker
- 2000 : Finding Buck McHenry : Buck McHenry
- 2001 : Legend of the Candy Cane : Jules
- 2001 : Feast of All Saints : Jean-Jacques
- 2003 : Deacons for Defense (en) : Rev. Gregory
- 2004 - 2005 : The L Word (4 épisodes) : Melvin Porter

### comme scénariste
- 1970 : Le Casse de l'oncle Tom (Cotton Comes to Harlem)
- 1976 : Countdown at Kusini (en)
- 1983 : For Us the Living: The Medgar Evers Story (en) (TV)

### comme réalisateur
- 1970 : Le Casse de l'oncle Tom (Cotton Comes to Harlem)
- 1970 : Kongi's Harvest (en)
- 1972 : Black Girl
- 1973 : Gordon's War (en)

### comme producteur
- 1991 : Hands Upon the Heart

### Documentaire
- 2001 : Apparait dans le documentaire Jazz de Ken Burns